# Calamagrostis distantifolia
Calamagrostis distantifolia là một loài thực vật có hoa trong họ Hòa thảo. Loài này được Luchnik mô tả khoa học đầu tiên.